# Gare routière internationale de Budapest-Stadion
La Gare routière internationale de Budapest-Stadion (hongrois : Budapest-Stadion autóbusz-pályaudvar, prononcé [ˈbudɒpɛʃt ˈʃtɒdion ˈɒutoːbus ˈpaːjɒudvɒɾ]) est une gare routière de Budapest.

## Service voyageurs

### Desserte
Elle dessert l'Europe occidentale. 

### Correspondance multimodale
La gare routière est reliée au réseau de transport en commun de Budapest.